# Steve Walsh (zanger)
Steve Walsh (Saint Louis (Missouri), 15 juni 1951) is een Amerikaans zanger, keyboardspeler en songwriter. Hij is sinds 1972 bekend als zanger van de Amerikaanse progressieve rockband Kansas.

## Biografie
Walsh werd geadopteerd en groeide op in St. Joseph (Missouri).
Tegenwoordig woont Walsh in Atlanta (Georgia). Hij is gehuwd en heeft twee kinderen.

## Carrière
Walsh raakte in de vroege jaren zeventig bij Kansas betrokken toen Phil Ehart en anderen de band White Clover heroprichtten. Walsh werd zanger, keyboard- en synthesizerspeler en slagwerker. Kansas, ook door Ehart opgericht, fuseerde in 1973 met White Clover, en in 1974 werd het eerste album uitgebracht.
In 1980 verliet Walsh Kansas om een nieuwe band te formeren: Streets. Met deze band werden twee albums uitgebracht. Ook bracht Walsh enkele soloalbums uit, voor hij in 1986 opnieuw bij Kansas betrokken raakte. Tot augustus 2014 was hij zanger van de band, ondanks problemen met drugs en alcohol en vele personele wijzigingen.

## Discografie
Solo
- (1980) Schemer Dreamer
- (2000) Glossolalia
- (2005) Shadowman
- (2017) Black Butterfly

Streets
- (1983) 1st
- (1985) Crimes in Mind
- (1987) King Biscuit Flower Hour Presents Streets of Live-Shakedown

Bijdragen aan werk van anderen
- (1978) Steve Hackett - Please Don't Touch
- (1980) Kerry Livgren - Seeds of Change
- (1982) The Dregs - Industry Standard
- (1983) Paul Barrére - On My Own Two Feet
- (1990) Blonz - Blonz
- (1993) Jeff Watson - Around The Sun
- (2000) Vince di Cola - In-Vince-ible!
- (2000) Christmas Collection with Father Rodgers - Remember The One
- (2001) Seventh Key - Seventh Key
- (2001) Trent Gardner - Leonardo - The Absolut Man
- (2001) The December People - Sounds Like Christmas
- (2002) Explorers Club - Raising the Mammoth
- (2002) Daniele Liverani - Genius - A Rock Opera
- (2003) Saint James Parish - Come Home For Christmas
- (2003) Khymera - Khymera
- (2021) Vince Dicola - Only Time Will Tell

- Gemeinsame Normdatei: 134580001
- International Standard Name Identifier: 0000 0003 8033 5398
- Library of Congress Control Number: no2014042764
- MusicBrainz: 31bf9535-94be-40dc-bae6-4a8f5c7aab17
- Nederlandse Thesaurus van Auteursnamen: 073127280
- Virtual International Authority File: 259523929
- WorldCat: E39PCjtVpfjH4rRYK6XjmkCKMP